# Michael Stahl (Althistoriker)

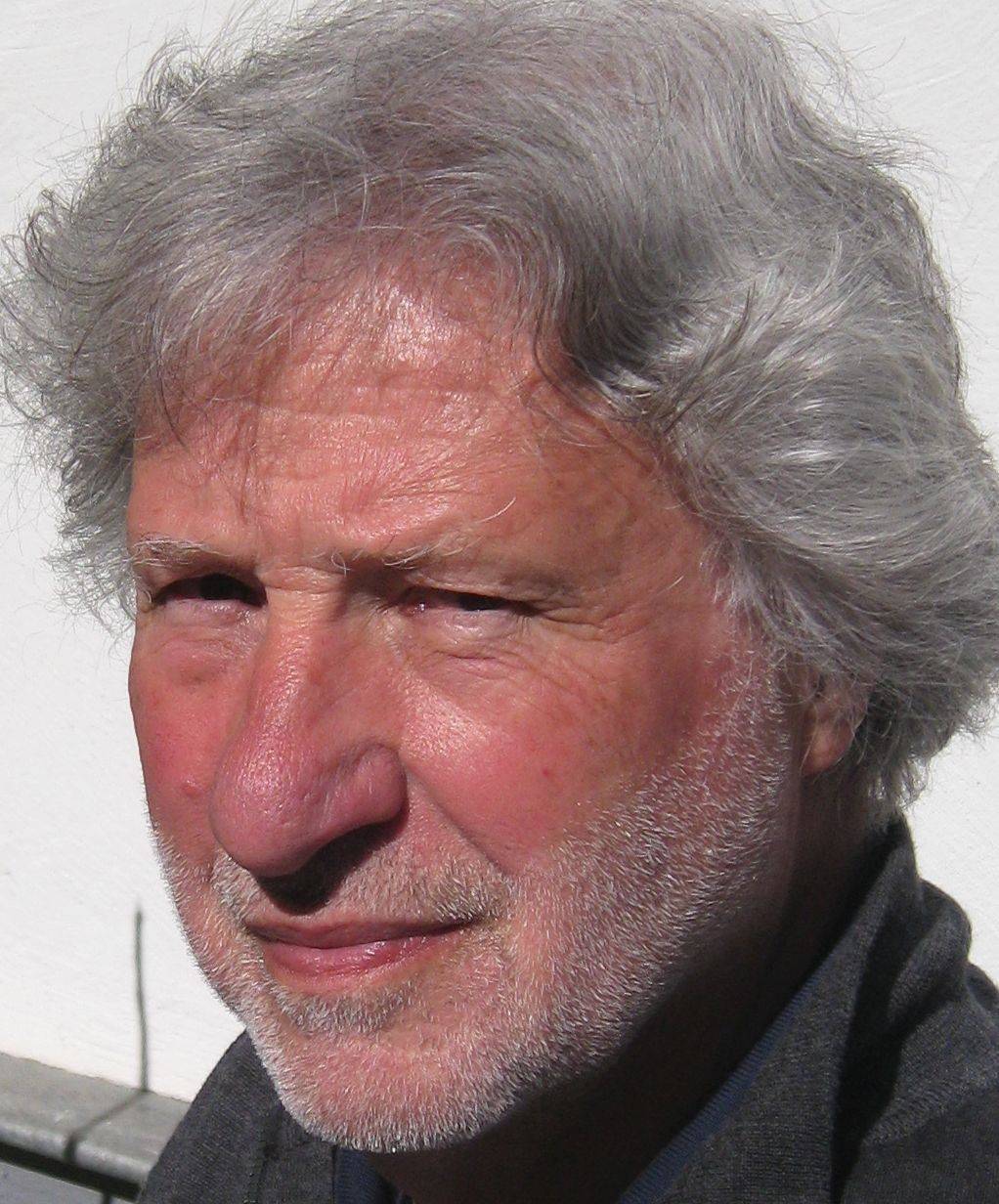
Michael Stahl, 2018

Michael Stahl (* 18. Mai 1948 in Rastatt) ist ein deutscher Althistoriker.

## Leben
Michael Stahl studierte an der Universität Freiburg und der Freien Universität Berlin. Er wurde 1975 mit einer Arbeit zum Thema Imperiale Herrschaft und provinziale Stadt. Strukturprobleme der römischen Reichsorganisation im 1.–3. Jh. der Kaiserzeit an der Technischen Universität Berlin promoviert. 1984 erfolgte an selber Stelle die Habilitation mit der Arbeit Aristokraten und Tyrannen im archaischen Athen. Untersuchungen zur Überlieferung, zur Sozialstruktur und zur Entstehung des Staates. 1986 wurde Stahl Professor an der Universität Göttingen, von 1991 bis 2011 war er Professor für Alte Geschichte am Institut für Geschichte der Technischen Hochschule/Universität Darmstadt.
Stahl beschäftigt sich vor allem mit der griechischen Geschichte in archaischer und klassischer Zeit sowie der römischen Kaiserzeit. Dabei forscht er vor allem zur Entstehung und Entwicklung des griechischen Bürgerstaates in archaischer und klassischer Zeit, zur Kultur und Politik in der griechischen und römischen Geschichte sowie vergleichend zu Antike und Moderne.
Stahl war 2013 Vizepräsident des Studienzentrums Weikersheim, von dem er sich jedoch wenig später wieder abwandte, da sein Bestreben, das Zentrum zusammen mit dem damaligen Präsidenten Harald Seubert programmatisch umzugestalten, erfolglos blieb. Er war einer der 68 Hauptzeichner der Wahlalternative 2013. 2013 unterzeichnete Stahl einen Unterstützungsaufruf zugunsten der Partei Alternative für Deutschland. Er trat der AfD nicht bei und brach nach dem Ausscheiden des Parteigründers Bernd Lucke den Kontakt mit dieser Partei ab.
Seit 2014 hat Stahl seinen Lebensmittelpunkt im Niederen Fläming und nimmt dort zusammen mit seiner Frau, der Literaturwissenschaftlerin Katja Stahl, durch Veranstaltungsreihen am öffentlichen Leben teil. 2016–2019: Wiepersdorfer Wortwechsel (bisherige Gäste: Heimo Schwilk, Rüdiger Safranski, Ralf Otterpohl, Peter Cornelius Mayer-Tasch), Luckenwalder Vorträge zu Religion und Theologie (in Zusammenarbeit mit der katholischen Kirchengemeinde Luckenwalde/Jüterbog, bisherige Vortragende: Marius Reiser, Hanna-Barbara Gerl-Falkovitz, Patrick Roth, Harald Seubert).
Beide unterzeichneten die Gemeinsame Erklärung 2018.

## Schriften (Auswahl)
- Imperiale Herrschaft und provinziale Stadt. Strukturprobleme der römischen Reichsorganisation im 1.–3. Jahrhundert der Kaiserzeit (= Hypomnemata, Bd. 52). Vandenhoeck und Ruprecht, Göttingen 1978, ISBN 3-525-25147-5.
- Aristokraten und Tyrannen im archaischen Athen. Untersuchungen zur Überlieferung, zur Sozialstruktur und zur Entstehung des Staates. Steiner, Wiesbaden 1987 ISBN 3-515-04501-5.
- Die griechische Polis. Quellen zur griechischen Geschichte von 800–400 v. Chr. (= Zeiten und Menschen. Ausgabe Q). Schöningh, Paderborn 1989, ISBN 3-506-34732-2, ISBN 3-507-34732-6.
- Gesellschaft und Staat bei den Griechen. Archaische Zeit. Schöningh, Paderborn 2003, ISBN 3-506-99000-4.
- Gesellschaft und Staat bei den Griechen. Klassische Zeit. Schöningh, Paderborn 2003, ISBN 3-506-99001-2.
- Botschaften des Schönen. Kulturgeschichte der Antike. Klett-Cotta, Stuttgart 2008, ISBN 978-3-608-94454-9.
- Polis und Imperium. Kultur und Politik im frühen Griechenland und im römischen Weltreich. Komplett-Media, München 2012, ISBN 978-3-8312-0391-8.
- (Hrsg.) Deutschland 1813–2013. Deutsche Identität am Beginn der Moderne und in der Gegenwart. VTR, Nürnberg 2013 (= Weikersheimer Dokumentation. NF, Bd. 2), ISBN 978-3-941750-78-4.
- Das Schöne und die Politik. Für eine andere Moderne. Text und Dialog, Dresden 2018, ISBN 978-3-943897-40-1.